# Цукумогамі

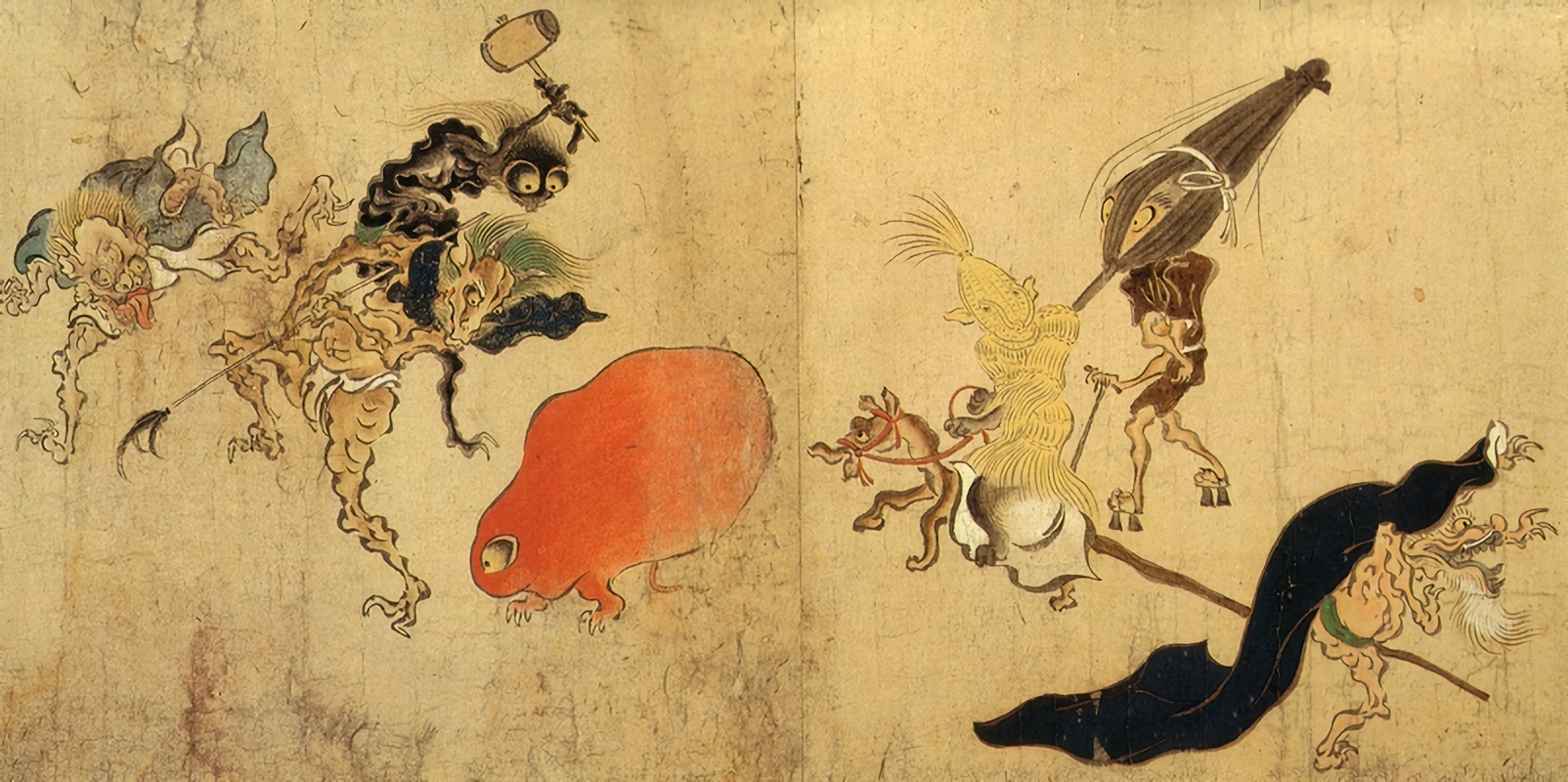
Цукумоґамі на Хяккі Яко Емакі

Цукумоґамі (яп. 付喪神 «дух артефакту») — вид японського духу. Згідно з Цукумоґамі-емакі, цукумоґамі походить від артефактів або речей, що досягли свого сторіччя і через те стали живими або свідомими. Будь-який об'єкт цього віку від меча до іграшки може стати цукумоґамі. Цукумоґамі є духами та надприродними істотами на відміну від зачарованих речей.

## Опис
Цукумоґамі дуже сильно розрізняються у зовнішньому вигляді, залежно від типу речі з якої вони походять. Деякі, наприклад ті що походять від паперових ліхтарів або розірваних сандалів, можуть мати розриви, які стають очима та гострими зубами, надаючи обличчю страшного вигляду. Інші, такі як ношені чотки або чашки чаю, можуть отримати теплий доброзичливий вигляд. 

## Походження

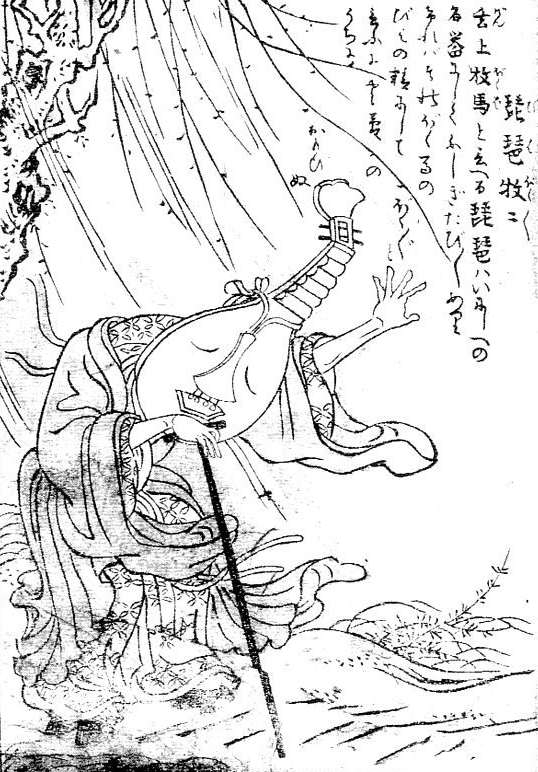
Біва-бокубоку(琵琶牧々) з Гадзу Хяккі Цуредзюре Букуро (画図百鬼徒然袋), намальоване Торіямою Секіеном (鳥山石燕)

Хоча вони зазвичай вважаються містичними або легендарними істотами, більшість цукумоґамі є витворами, створеними за часів періоду Едо. Найпопулярніший художник Торіяма Секіен, але й багато інших, додали своїх власних створінь до списку цукумоґамі. Народні описи цукумоґамі рідкісні, але все ж таки існують у декількох казках (наприклад, Бакемоно-дера).

## Типи цукумоґамі
Найвідоміші:
- Бакедзорі: солом'яні сандалі
- Каса Обаке (або Каракаса Обаке): парасольки
- Тьотінбаке: ліхтарі
- Іттан-момен: рулони бавовни
- Біва-бокубоку іноді відомі як Біва-янаґі: біва (японська різьблена лютеня з короткою шиєю)
- Фуру-уцубо: старі сагайдаки лучника
- Сіроунері: викинута, або непотрібна сітка від москітів; або запилюжений одяг
- Йотай: тканина для драпірування ширми
- Моріндзі-но-окама: чайники
- Унаґікьо: дзеркала
- Кьорінрін: згортки та папір
- Дзоріґамі: годинники
- Ітірен-Бодзу: цукумоґамі з молитовної кульки з Отоґідзосі
- Ямаороті: тертки або ножові барабани
- Абумі-ґуті: скоби
- Камеоса: старі діжки саке